# Metody badań marketingowych
Zasugerowano, aby ten artykuł podzielić na różne artykuły.
Badania ankietowe umożliwiają uzyskanie od respondentów w sposób bezpośredni informacji dotyczącej tego jak osoba ankietowana ocenia i postrzega badane zjawisko. Podstawowym narzędziem badania ankietowego jest kwestionariusz ankietowy, który zawiera uporządkowaną listę pytań. Pytania mogą mieć charakter pytań otwartych, które dają swobodę formułowania odpowiedzi, lub pytań zamkniętych, które ograniczają odpowiedź do jednego z podanych w ankiecie wariantów. Ankiety mogą być wypełniane przez respondentów lub przez ankietera.
W badaniu ankietowym stosuje się najczęściej:
- ankiety prasowe lub ankiety wysyłane pocztą – to najbardziej rozpowszechniona metoda badań ankietowych, która polega na wysyłaniu osobom ankietowanym specjalnie opracowanego kwestionariusza wraz z jego objaśnieniem.
- wywiady telefoniczne – polega na dzwonieniu pod losowo wybrane numery telefonów i zadawaniu pytań ankietowych przypadkowemu respondentowi. Pytania powinny być krótkie i rzeczowe. Dotyczą one najczęściej użytkowania zakupionych produktów, wpływu promocji na decyzje zakupu, oceny nowości rynkowej, itp.
- wywiady bezpośrednie – może mieć dwie formy: jako wywiad standaryzowany, w którym ankieter prowadzi wywiad w oparciu o przygotowany uprzednio kwestionariusz lub jako wywiad jakościowy, w którym ankieter ma swobodę w zadawaniu pytań.

## Metoda obserwacji rynku
Stanowi jeden ze sposobów badania całości stosunków rynkowych w skali branży, regionu lub kraju. Polega na prowadzeniu obserwacji:
- laboratoryjnej – obiekt podlegający obserwacji znajduje się w sztucznie stworzonych warunkach.
- obserwacji aktywnej – polega na czynnym uczestnictwie osoby przeprowadzającej obserwacje w przebiegu tego procesu na tej samej zasadzie co osoby obserwowane.
- obserwacji biernej – uczestnictwo osoby obserwującej polega ogranicza się do zapamiętania zaobserwowanych faktów.

Obserwacje pozwalają na udzielenie informacji dotyczących skuteczności stosowanych sposobów sprzedaży, efektywności poszczególnych rozwiązań organizacji dystrybucji oraz oddziaływania czynników promocji.

## Badania panelowe
Polegają na ciągłym lub systematycznym zbieraniu informacji (pisemnie, ustnie lub przy użyciu technik komputerowych) od ściśle określonej grupy jednostek badanych. Te wyodrębnione zbiorowości jednostek nazywane są panelami (np. panele konsumentów, panele sklepów).
Celem badań panelowych może być:
- sprecyzowanie struktury kupujących
- określenie udziału rynkowego
- ustalenie częstotliwości i intensywności zakupu określonych produktów
- zbadanie wierności do danego produktu
- uchwycenie zmienności upodobań nabywców, itp.

Wyniki tych badań mogą być wykorzystane m.in. przy opracowywaniu prognoz średnioterminowych i długoterminowych oraz przy przeprowadzaniu oceny potencjalnego rynku dla danych produktów.

## Badania eksperymentalne
Polega na stworzeniu w normalnej sytuacji rynkowej rynku o ograniczonym zasięgu terytorialnym i ograniczonej liczbie konsumentów. Rynek taki, utworzony w małej skali, pozwala na badania marketingowe określonych czynników i na podstawie zachowania się konsumentów na tym rynku wyciąga się wnioski i uogólnia je na cały rynek.
Ta metoda może znaleźć zastosowanie przy analizie takich zagadnień jak:
- wybór nowego produktu
- ustalanie optymalnej ceny
- ustalenie perspektywy zbytu danego produktu
- ocena efektywności różnych form sterowania sprzedażą
- wybór najlepszego środka reklamy
- określenie najtrafniejszego hasła reklamowego
- ustalenie optymalnej wielkości wydatków na reklamę, itp.